# Ostatni brzeg (film 1959)
Ostatni brzeg (tytuł oryg. On the Beach) – amerykański postapokaliptyczny dramat science-fiction w reżyserii Stanleya Kramera z 1959, powstały na podstawie powieści o tym samym tytule Nevila Shute’a.

## Fabuła
Akcja filmu osadzona jest w 1964 i rozgrywa się w świecie zniszczonym przez wojnę atomową, w którym chmura radioaktywnego pyłu zbliża się do ostatniego kontynentu − Australii. Do Melbourne zawija bohatersko ocalony amerykański atomowy okręt podwodny, którego kapitan Dwight L. Towers (Gregory Peck) otrzymuje misję, mającą zweryfikować przynoszące nadzieję teorie naukowców.

## Obsada
- Gregory Peck – Dwight Towers
- Ava Gardner – Moira Davidson
- Fred Astaire – Julian Osborn
- Anthony Perkins – Peter Holmes
- Donna Anderson – Mary Holmes
- John Tate – Admirał Bridie
- Lola Brooks – Porucznik Hosgood
- John Meillon – Swain
- Lou Vernon – Davidson
- Guy Doleman – Farrel